# Bad News Bears - Che botte se incontri gli Orsi
Bad News Bears - Che botte se incontri gli Orsi è un film del 2005 prodotto dalla Paramount Pictures e diretto da Richard Linklater, remake del film del 1976 Che botte se incontri gli Orsi, che vedeva tra gli interpreti Walter Matthau e Tatum O'Neal.

## Trama
L'ex giocatore di baseball Morris Buttermaker, nonostante i suoi problemi con l'alcool viene ingaggiato per allenare la squadra giovanile degli "Orsi". La squadra è composta da ragazzini emarginati e con scarse doti sportive, ma nonostante questo, grazie alla spinta del giudice Liz Whitewood, la squadra viene iscritta al torneo. Per Buttermaker è una sfida importante che cambierà la sua vita e quella dei ragazzini da lui allenati.